# 13 Stitches
13 Stitches is een 7" single van de Amerikaanse punkband NOFX. Het werd uitgebracht door Fat Wreck Chords in 2003.
De elektrische versie van de A-kant verscheen op het album The War on Errorism. De B-kant verscheen op een verzamelalbum van de Warped Tour editie van 2004. Een instrumentale versie speelt tijdens het menu van de dvd Ten Years of Fuckin' Up.
De achterkant van hoes bevat een collage van voorkanten van klassieke punkalbums zoals albums van Minor Threat, The Misfits, Sex Pistols, Circle Jerks en Bad Religion.
Het titelnummer gaat over (punk)bands die Fat Mike gezien heeft en wat hij van die bands dacht. Hij zingt achtereenvolgens over: Descendents, Alleycats, DOA, Millions of Dead Cops, Ill Repute en D.R.I.
De oplage is beperkt tot 7.179 exemplaren en is gedrukt op geel vinyl.

## Nummers
1. "13 Stitches (Acoustic)"
2. "Glass War"